# Богоявленська церква (Гадяч)
Богоявленська церква— храм на честь Богоявлення Господнього у Гадячі, що діяв у 1666—1840-х роках.

## Історія існування
Від 18 червня 1663 року Гадяч стає першою столицею Лівобережної України, політичним центром Гетьманщини. Тут розташувався уряд на чолі з Іваном Брюховецьким, зберігалися клейноди, хоругви, військовий скарб. Місто набуває значення центру дипломатії, його визнають уряди польський, московський та інших держав. Місто активно розбудовується, перебудовуються оборонні та адміністративні споруди. Архітектурний ансамбль доповнює полкова родинна Богоявленська церква .

Дерев’яна церква на честь Богоявлення Господнього споруджується у 1665–1666 роках.  Вона мала назву «військової», можливо, тому що будувалася військовим скарбом. 1666 коштом гетьмана Лівобережної України Івана Брюховецького встановлено іконостас:
«на котрому під образами Спасителя й Богоматері його герб написаний знаходився», поряд із церквою також споруджено дерев’яну дзвіницю, на якій було п’ять дзвонів «с висеченим його гербом та іменем». 
Найбільший дзвін важив 90 пудів. Після загибелі гетьмана (1668), його останки поховали в цьому храмі.
У 1748 року, за ініціативи полковника Петра Галецького на місці старої збудували нову дубову трьохбанну церкву, до якої перенесли старий іконостас. 
У 1795  року церкву перебудували.
У 1840-х роках храм і дзвіницю розібрали, а прах гетьмана перенесли до містечка Лютенька і поховали в Успенській церкві, родильный усипальниці полковника М.Бороховича.
Причиною перенесення праху послужило те, що Богоявленська церква в той час була в запустінні. «Зберігся місцевий переказ, що при відкритті могили Брюховецького, для перевезення останків його в м. Лютеньку, труна була знайдена висячою на товстих залізних ланцюгах». Після перепоховання труна з прахом гетьмана на тих же масивних ланцюгах була прикріплений в склепі під Успенською церквою.

## Клірики
Відомі:  Георгій Терпиловський, Андрій Котловський, Яків Гречановський (пом. 1749), Григорій Чижевський (до 1788), Симеон Мартинович (1789–1827).